# Manticorini
Los manticorinos (Manticorini) son una tribu de coleópteros adéfagos de la familia Carabidae. 

## Géneros
Estos seis géneros pertenecen a la tribu Manticorini:
- Amblycheila Say, 1830 (Escarabajos tigre gigantes, América del Norte y Central)
- Mantica Kolbe, 1896  (Namibia)
- Manticora Fabricius, 1781  (África)
- Omus Eschscholtz, 1829 (América del norte)
- Picnochile Motschulsky, 1856  (Argentina y Chile)
- Platychile Macleay, 1825 (Nabia)